# Tennis Napoli Cup 2021
Il Tennis Napoli Cup 2021 è stato un torneo maschile di tennis giocato sulla terra rossa. È stata la 80ª edizione del torneo, facente parte della categoria Challenger 80 nell'ambito dell'ATP Challenger Tour 2021. Si è giocato al Tennis Club Napoli di Napoli, in Italia, dal 4 al 10 ottobre 2021.

## Partecipanti

### Teste di serie
| Nazionalità | Giocatore            | Ranking* | Testa di serie |
| ----------- | -------------------- | -------- | -------------- |
| Italia      | Stefano Travaglia    | 97       | 1              |
| Slovacchia  | Andrej Martin        | 122      | 2              |
| Germania    | Yannick Hanfmann     | 123      | 3              |
| Paesi Bassi | Tallon Griekspoor    | 131      | 4              |
| Rep. Ceca   | Zdeněk Kolář         | 148      | 5              |
| Italia      | Alessandro Giannessi | 181      | 6              |
| Italia      | Gian Marco Moroni    | 205      | 7              |
| Italia      | Lorenzo Giustino     | 213      | 8              |

* Ranking al 27 settembre 2021.

### Altri partecipanti
I seguenti giocatori hanno ricevuto una wild card per il tabellone principale:
- Matteo Arnaldi
- Jacopo Berrettini
- Luca Nardi

Il seguente giocatore è entrato in tabellone con il ranking protetto:
- Filippo Baldi

Il seguente giocatore è entrato in tabellone in tabellone come alternate:
- Miljan Zekić

I seguenti giocatori sono passati dalle qualificazioni:
- Bogdan Ionuț Apostol
- Raul Brancaccio
- Marco Miceli
- Julian Ocleppo

Il seguente giocatore è entrato in tabellone in tabellone come lucky loser:
- Petros Tsitsipas

## Campioni

### Singolare
Tallon Griekspoor ha sconfitto in finale  Andrea Pellegrino per 6–3, 6–2.

### Doppio
Dustin Brown /  Andrea Vavassori hanno sconfitto in finale  Mirza Bašić /  Nino Serdarušić per 7–5, 7–6(5).